# 邵晋涵
邵晋涵（1743年—1796年），字与桐，又字二云，号南江，浙江余姚人。清朝翰林、校刊学家、历史学家。

## 生平
生于乾隆八年，乾隆三十六年（1771年）二甲第三十名进士。乾隆時开四库馆，晋涵受诏徵入馆纂修，改翰林院庶吉士，散館授编修。乾隆五十六年，擢左中允。累官至侍读学士。
嘉庆元年（1796年）三月，偶感風寒，醫誤投劑，體疾加劇，六月二十五日卒于邸第，年五十四岁。

## 家族
祖父邵向荣，康熙壬辰進士。

## 成就
清廷编撰四库全书时，邵因史学功力深厚被命主持史部之编撰工作。据载其博学强记至极，于四库馆修书之时，其他编撰人员提问之史料问题其均能随口应答并精确告知在何书何页。邵晉涵在四庫館根據《永樂大典》輯出已佚作品：《舊五代史》、《洪範口義》、《洪範統一》、《兩朝綱目備要》、《性情集》、《臨安集》、《九國志》、《東南紀聞》。其中以《舊五代史》影響最大，後世史家莫不宗之。

## 延伸阅读
[在维基数据编辑]
 《清史稿·卷488》
 《清史稿/卷481》，出自趙爾巽《清史稿》